# Стрюк Марія Денисівна
Марія Денисівна Стрюк (19 серпня 1931, село Кибинці, тепер Миргородського району Полтавської області — ?) — українська радянська діячка, доярка колгоспу імені Чапаєва Миргородського району Полтавської області. Депутат Верховної Ради СРСР 6-го скликання.

## Життєпис
Народилася 19 серпня 1931 року в селянській родині Дениса Кузьмовича Бондаренка. Освіта початкова.
У 1944—1956 роках — колгоспниця, з 1956 року — доярка колгоспу імені Чапаєва села Кибинці Миргородського району Полтавської області.
Потім — на пенсії в селі Кибинці Миргородського району Полтавської області.

## Нагороди
- ордени
- медалі